# Čang Ťi-kche
Čang Ťi-kche (čínsky pchin-jinem Zhāng Jìkē, znaky zjednodušené 张继科, tradiční 張繼科; * 16. února 1988 Čching-tao, Čína) je čínský elitní stolní tenista.
Čang Ťi-kche je bývalý mistr světa a vlastní zlatou olympijskou medaili z LOH 2012 v Londýně. Také je vítězem Světového poháru ve dvouhře, vítězem Asijských her ve čtyřhře v roce 2010 a vítězem Asijských her jako jednotlivec z toho samého roku. Zhang Jike je jedním z nejlepších současných světových stolních tenistů. Používá evropský styl držení, podobně jako jeho kolega z reprezentace a současná světová dvojka (květen 2013) Ma Lung.